# Ейвінд Фіннсон Губитель Скальдів
Ейвінд Фіннсон Губитель Скальдів (910[джерело?] — помер близько 990 року) — давньоскандинавський поет-співець, норвезький скальд.

## Біографія
Ейвінд Фіннссон (тобто Син Фінна), на прізвисько Губитель Скальдів — один з останніх норвезьких скальдів, про яких є відомості в ісландській історії. Ейвінд був представником знатного північно-норвезького роду і родичем Гаральда Прекрасноволосого. Ейвінд Фіннссон відомий як скальд норвезького короля Гокона Доброго (пом. близько 960), сина Гаральда Прекрасноволосого. Ейвінд був дружинником-скальдом. Він створив хвалебну пісню на честь хладирського ярла Гокона Могутнього (правитель Норвегії, 974—994). Своє прізвисько Ейвінд отримав тому, що він багато чого запозичив у своїх попередників. Проте в усіх скальдів є запозичення у попередників, і твори Ейвінда аж ніяк не менш оригінальні, ніж твори інших скальдів. Можливо, Ейвінд був названий Губителем Скальдів тому, що він затьмарював своїх попередників. Ейвінд вважав за краще зберегти незалежність і усамітнився у своєму маєтку в Халогаланні (північна Норвегія)

## Творчість
Творчість скальда була визнана його сучасниками. Якось Ейвінд склав драпу (хвалебну пісню) про всіх ісландців, яка так сподобалася в Ісландії, що кожен ісландець дав йому по срібній монеті. Потім з цього срібла зробили пряжку і послали Ейвінду, а той звелів розрубати її на частини й витратив срібло на купівлю худоби (тоді був голодний рік).
Збереглися окремі віси Ейвінда, у яких відтворено його негативне ставлення до наступника Хакона — Харальда Сіра Шкура (помер близько 970), сина Ейріка Кривава Сокира.
Віси, як і саги, не мають вигадки. Автор розповідає про те, що бачив, пережив. Але метафор, уособлень достатньо. Так, у вісі «Коло Земне» говориться: «Усі сини Гуннхільд [тобто Харальд Сіра Шкура та його брати] славилися скупістю і говорили, що вони закопують гроші в землю». В іншій вісі «Скелі» сокіл — руки (сокіл сидить на руці у мисливця). Посів полів Фюрі, просо Хрольва — золото (в долині річки Фюрі, близько Упсали, легендарний данський герой Хрольва Жердінка розсипав по землі золото, щоб зупинити свого переслідувача — шведського короля Адільса).
Ейвінд створював спеціальні віси про хоробрість воїнів, віси про щедрість правителів. Хвалебні віси складав і з сумних приводів: коли помирав конунг, вождь, воєначальник або друг. Так, Ейвінд Губитель Скальдів присвятив пісню померлого конунга Хакона Доброго його пораненим бійцям.

### «Перелік Халейгів»
Уже в глибокій старості Ейвінд склав «Перелік Халейгів», генеалогічну хвалебну пісню на честь хладирського ярла Хакона Могутнього, який правив Норвегією з 974 до 994 року.

### «Промови Хакона»
«Промови Хакона» — хвалебна пісня, яку Ейвінд написав у еддичному стилі. Вона була складена незабаром після смерті Хакона Доброго в наслідування, як передбачається, «промов Ейріка» (іншої хвалебної пісні в еддичному стилі, складеної невідомим норвезьким скальдом після смерті Ейріка Кривава Сокира). Це поминальна пісня, у якій оспівується остання битва Хакона на острові Сторд (близько 960 м) і його посмертний шлях у Вальгаллу. Після смерті Хакона до влади в Норвегії прийшли його противники, Харальд Сіра Шкура та його брати, сини Ейріка Кривава Сокира і Гуннхільд. Харальд намагався схилити Ейвінд на свою сторону, але отримав відсіч. У пісні «Речі Хакона» розповідається про те, як боги приймають Хакона у Вальгалла після битви, у якій він був смертельно поранений. Битва ця відбулася близько 960 року у Фітьяра на острові Сторд, у західній Норвегії. Проводирем ворожого війська (переважно данського) був Харальд Сіра Шкура, який після смерті Хакона став королем Норвегії. Розмір пісні — це так званий «діалогічний розмір» (один з двох еддичних розмірів); у ньому, зазвичай, у кожному третьому рядку алітерація тільки всередині цього рядка.